# 神経神話
神経神話（しんけいしんわ、英語: neuromyths）とは、脳科学をよそおった非科学的な理論群の総称。
脳の働きに関係するもの、すなわち脳科学の分野において、科学的根拠が存在しないか、もしくは研究途上である証明が不完全な内容のものを、さも事実であるかのように世間に流布しているものについてが、特に神経神話と呼ばれる。具体的には、
- 人間の脳は全体の10%しか使っていない
- 右脳人間・左脳人間が存在する[1]
- 幼児期に速やかに学習しないと後々影響が出る（いわゆる臨界期）
- 男性の脳と女性の脳は違う（いわゆる男性脳や女性脳）[1]
- 日本人は虫の音を「声」として認識できる

などの類で、これらはすべて、根拠が明確でない、俗にいうエセ科学に分類される内容でもある。この神経神話は世間に根強く存在し、根拠がないにもかかわらず、テレビ番組や映画の題材となることで、さも現実的な理論であるかのように誤解を生んでいる節がある。
日本のテレビドラマでは、木村拓哉主演の『MR.BRAIN』（2009年,TBS。脳は全体の5%しか活動をしてない、という前提が設定に含まれている）など、海外の映画では、リュック・ベッソン監督による『LUCY/ルーシー』（2014年。人類の脳は10%しか使われておらず、それを100%用いることによって超人的な力が発揮される、という設定）などがその典型例である。
近年では、経済協力開発機構(OECD)などが研究を進め、日本語訳として『脳からみた学習 -新しい学習科学の誕生』なども刊行され、神経神話を克服するための、正しい脳科学に関する啓蒙活動が行われているが、それでもテレビ・メディアやインターネットを中心に、なお根強く神経神話が喧伝され続けている。

## 10%しか使われないという誤解
脳は常にすべての個所を使用しており、10%ということは現実的にも考えられないが、テレビ番組などで、ある特定の場面で、局所的に血流量が増す画像が多く放送されることから、ここから、脳の活動領域は限定されているという錯覚が生まれやすい。しかし実際は、血流量の計測に当たり、機械において、ある基準値を超える血流量があった場合に機械で表示するように設定しているため、そう見えるのであり、実際にはそれ以外の部分も活動している。
また、このようなある特定の部分の活動以外の部分がどう活動しているのか、という視点からの検討も行われ、それは現在、DMN（デフォルト・モード・ネットワーク）と呼ばれる、人間が安静状態にあるときには通常の20倍のカロリー消費を伴う脳活動が行われていることも明らかになってきており、決して10%しか使われていないということはありえないことになる。